# プロ野球再編問題 (2004年)
プロ野球再編問題（プロやきゅうさいへんもんだい）は、2004年（平成16年）に起きた日本プロ野球球団のオリックス・ブルーウェーブと大阪近鉄バファローズが、合併を前提に協議すると発表したことを発端に議論された、プロ野球の業界再編問題である。

## 経過
1989年（昭和64/平成元年）
- 南海ホークスが福岡に移転し、「福岡ダイエーホークス」としてパ・リーグの地域密着の先駆けとなる。

1993年（平成5年）
- フリーエージェント制導入。選手年俸高騰の一因となる。
- 希望入団枠制度（逆指名制度/自由獲得枠制度）導入。

2004年（平成16年）
- 1月31日 - 近鉄球団が球団名の命名権（ネーミングライツ）構想を発表。
- 2月5日 - 他球団からの反発により、命名権構想を撤回。
- 6月13日 - 日本経済新聞が、近鉄球団・オリックス球団合併交渉をスクープ。
  - 同日 - 近鉄球団・オリックス球団が合併構想の事実を認める。
- 6月17日 - パシフィック・リーグ理事会を緊急開催し、合併案が賛同を受ける。
- 6月21日 - プロ野球実行委員会において、他の10球団が合併を「了承」するが、「承認」に至らず。
- 6月29日 - テレビニュースがライブドアが近鉄球団買収申し入れの意向を報道。
- 6月30日 - ライブドアが報道内容を認める。
- 7月1日 - パ・リーグ代表者会議において、保護地域等において合意し、近鉄・オリックス両球団が合併基本合意書に調印。
- 7月2日 - ヤクルト球団・ロッテ球団の合併案が報道される。
- 7月7日 - 西武球団オーナー「第2の合併」構想について発言。チーム数減による1リーグ化構想の存在が表面化。
- 7月8日 - 日本プロ野球選手会古田敦也会長側がオーナー側との対話を求めることについて記者から質問を受けた、読売ジャイアンツオーナー・渡邉恒雄が「たかが選手が」と発言する（→#労働界）。
- 7月10日 - 選手会臨時総会で、近鉄・オリックス両球団合併に反対するとともに、プロ野球改革案を決議する。
  - 同日 - オールスターゲームから、選手は12球団の結束を象徴したミサンガを装着。
- 7月16日 - 近鉄選手会が署名運動を開始。
- 7月23日 - 中日選手会が近鉄・オリックス選手会に同調。以降、各球団選手会が同調。
- 8月4日、民主党及び自由民主党の国会議員が、それぞれ別個に2リーグ制を支持する議員連盟を立ち上げ。
- 8月10日 - 近鉄・オリックス両球団が、基本合意書を調印
  - 同日 - ダイエー再建問題が表面化。
- 8月12日 - 古田選手会長が連合笹森清会長と面談、協力を取り付ける。
  - 同日 - 選手会がストライキ権批准投票により、ストライキ権を確立
- 8月13日 - 一場事件が表面化し、渡邉恒雄オーナーが引責辞任。
- 8月26日 - 近鉄本社の株主が、同社取締役らに対し合併を行わないよう求め、大阪地方裁判所に仮処分申し立て。
- 8月27日 - 選手会が、日本プロフェッショナル野球組織に対し合併を行わないよう求め、東京地方裁判所に仮処分申し立て。
- 8月31日 - プロ野球実行委員会は、裁判所の判断を見極めるため合併承認を見送り。
- 9月3日 - 選手会の申し立てが棄却される。選手会は東京高等裁判所へ即時抗告。
- 9月4日 - 近鉄株主の申し立てが棄却される。株主は大阪高等裁判所へ即時抗告。
- 9月6日 - 選手会の申し立てが棄却されるも、東京高裁は労働組合として「日本プロ野球選手会には団体交渉権がある」と指摘。
- 9月7日 - 近鉄株主の申し立てが棄却される。
- 9月8日、オーナー会議は合併を正式に「承認」する。
- 9月9日・10日 - 団体交渉において、NPB側と選手会側が暫定的に合意。同週末のストライキ見送り。
- 9月15日 - 楽天グループが新規参入意思を表明。
- 9月16日・17日 - 団体交渉において、NPB側と選手会側の交渉が決裂。翌日からのストライキを決定。
- 9月18日・19日 - 日本プロ野球史上初のストライキを決行。
- 9月23日 - 団体交渉において、選手会側が要求を一部取り下げ、合併を事実上容認する。
- 9月27日 - 神戸総合運動公園野球場において、近鉄球団対オリックス球団による最終戦が行われる。
- 10月1日 - パ・リーグにおいてシーズン上位3球団によるプレーオフ開催。
- 10月13日 - ダイエー本社が産業再生機構入りを正式決定。
  - 同日 - 西武球団オーナーでもある堤義明コクド会長が、西武鉄道による有価証券報告書虚偽記載を認める。
- 10月16日 - 日本シリーズ開催（中日対西武）。
- 11月2日 - オーナー会議において、加盟申請を行った2団体（ライブドア、楽天）のうち、楽天が新規参入を認められる。
- 11月8日 - 新オリックス球団と楽天球団による#選手分配ドラフトが開催。
- 11月17日 - 2004年度ドラフト会議開催。
- 11月30日 - ソフトバンクグループによるダイエー球団の買収が決定。

2005年（平成17年）
- セ・パ交流戦初開催

2007年（平成19年）
- セ・パ両リーグにおいてクライマックスシリーズ導入。

## 概要
2004年（平成16年）6月13日、大阪近鉄バファローズの親会社である近鉄グループの経営難により、オリックスと近鉄の合併構想（近鉄の球団保有権をオリックスへ売却した上で統合）が、新聞報道により表面化した。これに対し、日本プロ野球選手会（労働組合）と野球ファンが、両球団のオーナー・経営陣に対し、あまりの事の唐突さに猛烈な反発を見せた。
背景として、観客動員や放映権収入が伸び悩む中、FA制度導入以来の選手年俸高騰が、各球団の経営を大きく圧迫していた。パ・リーグ各球団は観客動員及び収入が伸びない中で、FAでの流出防止のために選手の年俸を上げざるを得ない状況に陥っていた。
放映権収入で大きな割合を占める巨人戦の視聴率も年々低下し、2004年当時は15%前後で推移していた。朝日新聞の調査では、2003年当時、親会社の支援なしで黒字なのは巨人、阪神、広島のみで、パ・リーグに至っては最も観客動員のあるダイエー球団でさえ、全国放送が少なく放映権収入が限られることから赤字だった。赤字の球団経営を、「宣伝費」として許容し、親会社が補填する、という日本型の経営は最早限界を迎えつつあった。
こうした惨状が両球団の合併問題で一気に噴出し、読売ジャイアンツ（巨人、以下肩書きは当時）オーナー・渡邉恒雄を始めとした一部球団オーナーにより、球団数を大幅に削減した8～10球団での1リーグ制への流れが急速に進んでいった。
拙速な動きは球界の独占的な支配を図っていると一般から見なされ反発が強まる中、日本プロ野球選手会・古田敦也選手会長は、経営陣との対話を求めようとする。しかし、7月8日に渡邉が、日刊スポーツ記者・沢畠功二の「明日、選手会と代表レベルの意見交換会があるんですけれども、古田選手会長が（球団）代表レベルだと話にならないんで、できれば、オーナー陣といずれ会いたいと（言っている）」との質問に対し「無礼なこと言うな。分をわきまえなきゃいかんよ。たかが選手が」と発言した。これにより選手会とファンは、ますます合併推進派に対する反発を強め、問題は野球界のみならず政界・経済界・労働界までも巻き込むこととなった。
「第2の合併」こそ経緯のあやふやさもあって実現を見なかったものの、オリックスと近鉄との合併は「経営問題である」として一方的に決定された。経営困難に陥った企業が同業他社との合併に救済を求めるのは特別な事ではないが、他社への身売りではなく合併を選んだことへの野球ファンの反発が大きかった（また、一球団当たりの保有選手数には上限があるため、他業種と異なり合併によって雇用を守る効果はなく、むしろ選手の雇用を守れるのは身売りのほうであった）。
選手会は「合併反対」「2リーグ12球団維持」を求め、翌2005年からの新規球団参入を求めた。#法廷闘争によって東京高等裁判所から団体交渉権の存在を指摘されたことにより、9月に至ってようやく日本野球機構（NPB）と数度の交渉を持ったものの、確固たる約束を得ることができず、選手会はついに9月18日・19日の2日間にわたって日本プロ野球史上初のストライキを決行した。最終的に合併阻止こそ実現できなかったが、2リーグ制維持や新規参入の確約をはじめとした改革について妥結し、抗争は終結した。
新規参入にあっては、かねてから近鉄買収に名乗りを上げていたものの果たせなかったライブドアと、ライブドア同様のITベンチャーであり、ライブドアに続く二番手として名乗り出た楽天とが競う形となり、「IT戦争」と大きな話題となった。当時の世論は『この問題の突破口を開く形を作った』『近鉄の救世主』等の理由からライブドアを支持する意見がほとんどだった。しかし、11月2日のプロ野球オーナー会議では、健全な経営が行われていると判断された楽天が加入を認められた。楽天は、プロ野球界では1954年の高橋ユニオンズ以来50年ぶりとなる新球団・東北楽天ゴールデンイーグルスを設立した。
同年はこれらの問題のみならず、自由獲得枠選手の獲得に関わる金銭不正授受問題（一場事件）で巨人・阪神・横浜3球団のオーナー（渡邉、阪神・久万俊二郎オーナー、横浜・砂原幸雄オーナー）及び阪神・野崎勝義球団社長の辞任、西武鉄道グループの不正経理問題での西武ライオンズ・堤義明オーナーの辞任、ソフトバンクへ売却された福岡ダイエーホークスを含め、翌年まで存続した11球団の内半数の5球団（巨人・阪神・横浜・西武・ダイエー→ソフトバンク）のオーナーが交替するという異常事態となった。
再編騒動及び金銭的不祥事の結果、同年12月の野村総合研究所の調査でプロ野球への関心が「低下した」が27.8%、そのうち「不祥事や再編騒動で興味がそがれた」が46.4%となり、プロ野球離れ傾向が明らかとなった。本再編騒動は、スポーツビジネスの原点に立ち返る点で、日本プロ野球の大きな転機となった。

## 事実経緯

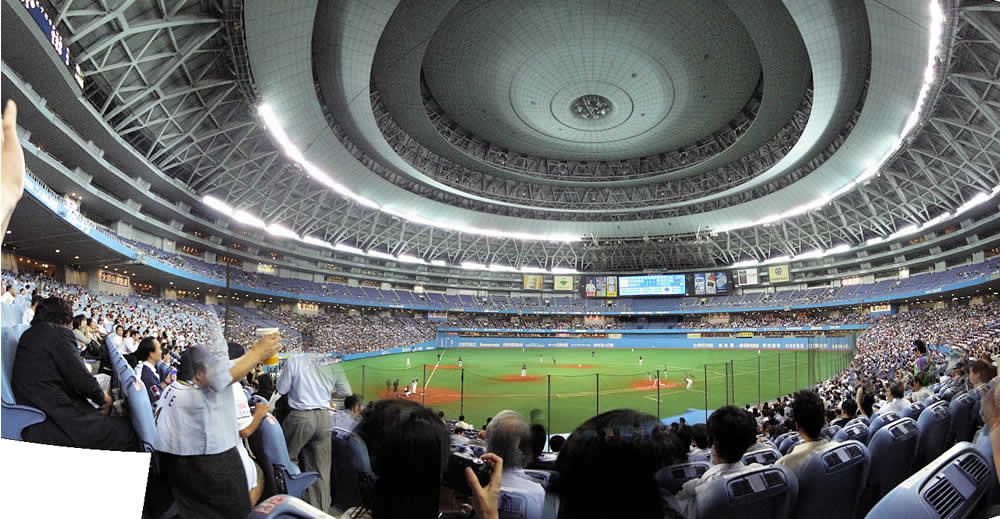
近鉄の本拠地・大阪ドーム（2005年）
（後のオリックス・バファローズの本拠地）

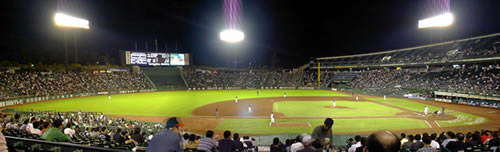
オリックスの本拠地・神戸総合運動公園野球場（撮影当時Yahoo!BBスタジアム(2003年)）。

### オリックスと近鉄の合併、1リーグ化の可能性

#### 近鉄本社の経営状況悪化
大阪近鉄バファローズの親会社である近畿日本鉄道（近鉄本社、当時、法人格としては現在の近鉄グループホールディングス）は、1949年（昭和24年）以来、球団オーナーでもあった佐伯勇や上山善紀の支援の下、近鉄グループの看板として球団を保有し続けていた。藤井寺球場から大阪ドームに本拠地を移転した1997年（平成9年）以降、赤字体制の球団は「聖域」ではなくなり、売却も視野に入るようになった。
近鉄本社は、ついに2003年3月期連結決算では有利子負債が1兆3,000億円に達した。近鉄本社では辻井昭雄社長の下で、北勢線の三岐鉄道への譲渡、東京近鉄観光バス他2社のクリスタルへの売却、都ホテルや近鉄百貨店の不採算店舗の閉鎖、大日本土木に対する民事再生手続開始申請、OSK日本歌劇団への援助打ち切りなどの経営改善策を打ち出した中、年間40億円の赤字を抱える、プロ野球球団の保有が問題視され、東京三菱銀行（現・三菱UFJ銀行）などの主要取引銀行からも再三、球団の売却を求められていた。
近鉄は赤字解消策の一つとして、2004年（平成16年）1月31日に球団名から「近鉄」を外して命名権（ネーミングライツ）を売り出すという構想を発表したが、この構想は他球団からの反発を受け、2月5日に取り下げられた。
一方のオリックス本社は、もともと会社の知名度向上のために球団を保有した経緯があり、本拠地を神戸より市場の大きい大阪に移転させることに前向きだった。

#### 球団合併表面化
窮した近鉄本社は、球団の売却・清算の検討に入ったが、5月中旬、オリックス（以下、オリックス本社）代表取締役会長でオリックス・ブルーウェーブ球団オーナー・宮内義彦の強い勧めに応じ、オリックスとの合併交渉に入った。この事実は同年6月13日付『日本経済新聞』朝刊の1面記事で明るみに出た。近鉄本社と近鉄球団は同日記者会見を開き、交渉の事実を認めた。会見の中で、近鉄本社の山口昌紀社長は「（球団運営に）回収見込みのない資金をこのまま投入するのは無理」と発言した。
6月14日、日本経済団体連合会（日本経団連）の奥田碩会長は、会長・副会長会議後の記者会見で、「1リーグ制にして球団の数を減らすのが合理的と思う」と発言する等、1リーグ化に前向きな意向を示すとともに、人件費の高騰が球団経営に悪影響を及ぼしていることを指摘した。
6月15日、近鉄・オリックス両球団は所属選手に対し、それぞれ合併方針を正式に説明した。
近鉄側の記者会見を受け、パ・リーグは6月17日に理事会を緊急招集し、合併方針を了承した。また、近鉄・オリックス両球団からは、以下の要望が出された。
1. プロ野球地域保護権（フランチャイズ）は大阪府と兵庫県の両方としたい
2. 加盟料（新参入60億円、譲渡30億円）の支払いなし
3. 選手の優先的確保

同日、労働組合・日本プロ野球選手会の古田敦也会長（当時：ヤクルトスワローズ選手）は、本合併問題に関し特別委員会の招集を要請した。さらに選手会は翌6月18日に声明を出し、「議論が十分尽くされていないにもかかわらず、球団数減少止む無しとのムードが作られている。本当に近鉄の買い手はいなかったのか?」と危惧を明らかにした。
6月21日、合併承認への第1関門であるプロ野球実行委員会が開かれ、セ・リーグ6球団を含めた10球団は、合併を「了承」した。しかし、この時点では選手に対する救済措置や保護地域（|フランチャイズ）をどこにするかなど未確定の部分が多く、合併に必要な手続である「承認」は得られなかった。また古田選手会長が求める特別委員会開催は、団体交渉で対応する方針も決定された。
実行委員会終了後、両球団は合併へ向けて具体的な話し合いに入り、7月1日に行われたパ・リーグ会議において、
1. 新設合併とし、新会社の出資比率はオリックス本社80%、近鉄本社20%とする。
2. フランチャイズは兵庫県（オリックス）と大阪府（近鉄）を併用する。
3. 新球団が優先的に確保（プロテクト指定）できる選手は両球団あわせて28人とする。

との案を明らかにした。しかし、翌日に行われた12球団代表者会議ではセ・リーグ側の同意が得られず、球団の合併や破産時の選手救済策である支配下選手枠の臨時拡大（1球団当たり70人を80人に）と、新球団の日本プロフェッショナル野球組織への加盟料（30億円）免除を決定したのみで終了した。特に保護地域が被る阪神タイガースは、2フランチャイズ制に強硬に反対したが、阪神も高校野球の関係でダブル本拠地を望んでいたため、この件については矛盾が生じた。また、28人枠についても、新人選手・フリーエージェント選手・外国人選手の扱いを巡って紛糾した。
7月1日、両球団は合併基本合意書に調印した。合意書には7月1日のパ・リーグ代表者会議で提案した内容が盛り込まれた。この時点では、球団名や本拠地球場についての明言は避けた。
その後、阪神球団も態度を軟化させ、7月5日、12球団代表者会議において「両球団の新球団への保有選手は25人とする」、「新球団による大阪府と兵庫県のダブル本拠地制を、暫定的に2005～2007年の3年間認める。阪神も同様に3年間、両府県のダブル本拠地制を認める」とした骨子をまとめた。一方、同日にはNPBと労働組合・選手会によるプロ野球競技・交渉委員会が開催され、選手会側は球団合併の1年先送り等を求めた。
7月7日、オーナー会議は代表者会議でまとめられた骨子を大筋で了承したが、未確定の条項があるため、正式承認は合併合意書への調印と実行委員会の承認を待って、9月に開催予定の臨時オーナー会議で行うとした。

### 「第2の合併」問題と反対論

#### 「球団合併」から「球界再編」への拡大
7月2日付の『スポーツニッポン』は、「千葉ロッテマリーンズとヤクルトスワローズが極秘裏に、合併交渉を行っている」と報じた。共に5球団が本拠地を置く首都圏の球団である事から、横浜ベイスターズを含めて合併対象になるのではないかとの憶測が飛び交う中での記事だったが、両球団及び親会社は報道を否定した。
7月7日に開催されたオーナー会議に、26年ぶりに出席した西武ライオンズの堤義明オーナー（コクド会長）が、会議の席上「パ・リーグでもう1組の球団合併が進行中だ」と唐突に発言し、他のオーナーも驚愕した。さらに記者会見の席上で、西武ライオンズ・千葉ロッテマリーンズ・北海道日本ハムファイターズ・福岡ダイエーホークスの4球団間で新たな合併を模索し「来年からセ側と一緒に10球団で1リーグでやってもらうしか生き延びる道はない」と発言した。堤の発言により、近鉄・オリックス両球団合併の背後で取り沙汰されていた「1リーグ10球団」構想が表面化することとなった。
同日、広島の松田元オーナーは、「あまりにも話が早く進みすぎる。もっと慎重にすべきだ。あまりにも経営者サイドでものを見すぎだと思う」と発言したが、翌日にはロッテの重光昭夫オーナー代行が「来季のパ・リーグを5球団で運営した場合、球団の赤字が5億〜10億円程度増加する」との試算結果を明らかにし、1リーグ10球団化の必要性を強調するなど「第1の合併は既定路線であり、第2の合併を強力に推進する」とのパ・リーグ各球団の立場は変わらなかった。第2の合併案の存在が明らかになり、近鉄・オリックス球団の合併問題から、球界全体の再編問題へと、事態は拡大した。

#### 両リーグでの方針の相違
7月16日には、阪神の野崎勝義球団社長が、広島の松田元オーナー、中日は西川順之助球団社長と伊藤一正代表に働きかけ、2リーグ制維持を呼びかけ、合意を得た。ヤクルト、横浜球団とも意見調整を図るとした。阪神球団が1リーグ化で10億円の減収となる試算を出したことに関連し、ヤクルト球団の倉島今朝徳常務理事は、他球団の減収はそれ以上となり「セは全部減収になる」と危機感を露わにした。
セ・リーグ側で反対の動きが広がる一方、日ハム球団の小島武士オーナー代行は、5球団ではリーグを維持できないため、「もう一つの合併」が不成功だった場合にパ・リーグ解散の可能性があることに言及した。7月26日のセ・パ双方の理事会では、セが「2リーグ制維持」、パが「4球団なら1リーグ制へ移行」と、それぞれ真逆の方針が確認された。
しかしその後、合併の動きは沈静化し、8月31日のプロ野球実行委員会でも第2の合併チームについての公表は行われなかった。9月8日のオーナー会議後の記者会見で堤が、第2の合併はロッテとダイエーの2チームだったが、合意に至らなかった旨を公表した。

### 渡邊の辞任、株主・選手会の提訴
8月10日、オリックス・近鉄両球団は、球団統合に関する基本合意書を調印した。一方、同日、ダイエー再建問題が表面化した（後述：#ダイエー再建の影響）。
8月13日、当時明治大学野球部所属だった一場靖弘への金銭授受問題（一場事件）から、巨人の渡邊恒雄オーナーが引責辞任した。渡邊が1リーグ化の主導者と見做されていたことから、渡邊の辞任が本騒動の帰結に影響を及ぼすと考えられた。
8月26日、近鉄本社の株主2人が、同社の代表取締役4人を相手取り、オリックスとの合併の差し止めを求める仮処分を大阪地方裁判所に申し立てた。翌27日には選手会側も日本プロフェッショナル野球組織を相手に、合併を行わないよう求める仮処分を東京地方裁判所に申し立てた（後述：#法廷闘争）。
8月31日、プロ野球実行委員会は、訴訟の行方を見極める必要があるとして合併承認を見送った。

### 巨人のパ・リーグ移籍案
7月中旬頃、巨人の渡邉オーナーにより、「もう一つの合併」成立後、巨人のパ・リーグ移籍により5球団ずつで2リーグ制を維持する案について、パ・リーグの小池唯夫会長に申し入れがあった。この案は、渡邊のオーナー辞任後の9月3日に至り、世に知られた。
この件について、9月3日付の毎日新聞が、渡邉の独占インタビューを掲載した。それによると、「1リーグにしてしまうと、連盟事務局の整理も必要になってくるが、退職金引き当て分を積んでいない」ことを指摘し、セ：パを6：4で行うとリーグ戦の運営面でも支障をきたすことがあるため、5：5でバランスよく運営した方がいいことも視野に入れている。さらに第2の合併問題についても触れており、渡邉オーナーは「ダイエーとロッテだろう。しかし、もしそれができなければ、西武ともうどこか1チームの合併もありえよう」としている。
なお、この巨人の移籍案は、9月6日、セ・リーグ理事会の席上で、巨人側から「一個人の発言」と説明がなされた。

### 合併承認
9月3日、東京地裁は「すでに近鉄とオリックスの合併は12球団の代表者会議で承認されており、特別委員会で議決に諮る事項ではない」として選手会側の申立を却下した。また大阪地裁も4日、「近鉄の第三者への売却は、合併より近鉄本社に有利になる見込みはない」として、株主側の申立を退けた。選手会及び株主は、これを不服として、即時抗告を東京高等裁判所と大阪高等裁判所に対して行ったが、東京高裁では6日に、大阪高裁では7日に、それぞれ棄却された。
9月6日、NPBは実行委員会を開催し、両球団の合併（統合）を承認した。ただし広島東洋カープは、「合併反対のファンの声を無視できなかった」と棄権し、全球団賛成とはならなかった。広島に限らず、先立って行われたセ・リーグ理事会において、「これではただの吸収合併であり、近鉄は身売り（オリックス以外への球団譲渡）した方がいいのではないか」とオリックス・近鉄両球団、「1リーグ」を求めるパ・リーグ側の対応に不信感をもつ意見が出ていた。
9月8日、オーナー会議は合併を正式に承認した。なおこの時点で合併形式は、当初予定されていた新設合併ではなく、以下の形式に変更された。
（企業としての合併）
1. 近鉄球団は、オリックス球団に営業権を譲渡し、解散する。
2. 近鉄本社はオリックス球団に対して、第三者割当増資として20%出資する。増資後のオリックス球団の持株比率はオリックス本社80%、近鉄本社20%とする。

（球団としての合併）
1. 近鉄本社は、近鉄球団の日本プロ野球への参加資格を、オリックス本社及びオリックス球団に譲渡する。
2. 参加資格の二重保有は野球協約で禁止されているため、オリックスの2個の参加資格を「統合」する（1つにまとめる）。

新設合併の形式をとらなかったのは、「企業としての合併」の際、営業譲渡の形式による方が税制面で有利だったためである。また近鉄球団社長の小林哲也は、合併後の球団名は「オリックス・バファローズ」に内定している事を明らかにした。そして、来シーズンは、セ・リーグ6球団、パ・リーグ5球団の変則的な編成のため交流戦の実施も検討するとされた。

### 選手会との交渉、12球団2リーグ維持へ
東京高等裁判所の指摘を受け、9月に至り選手会側と2度団体交渉を行った。1度目は暫定合意にいたってストを回避したが、2度目は合意に至らず選手会側はストライキ権を行使した（プロ野球ストライキ）。
9月23日、3度目の団体交渉で、選手会側は主要要求条項だった「両球団合併の1年間凍結」を取り下げ、合併を事実上容認した（#選手会の対応を参照）。
9月24日、オリックスは合併後の球団名を「オリックス・バファローズ」、メインの本拠地を大阪ドーム（京セラドーム大阪）とすると正式に発表した。なお神戸総合運動公園野球場も準本拠地として使用し、全ホームゲームをほぼ半数ずつ割り当てることになった。球団事務所・合宿所は、いずれも当面は引き続き神戸市に設けることとした。
10月12日、新球団の監督には、4年ぶりの復帰となる旧近鉄・旧オリックス両チームで監督を務め、リーグ優勝・日本一経験者でもある仰木彬が就任した。69歳での監督就任は当時の史上最高齢だった。

### ダイエー再建の影響
8月10日、UFJ銀行、三井住友銀行、みずほコーポレート銀行は、ダイエー（以下、ダイエー本社）に対し、再建に際し産業再生機構の活用を検討する方針であることを通告した。ダイエー本社は、バブル崩壊や阪神・淡路大震災による被害以降、経営難が表面化しており、2001年（平成13年）8月末時点での連結有利子負債が、ダイエーオーエムシー（のちのOMCカード、現：セディナ）を除いて1兆8,000億円に達し、2001年2月に創業者の中内㓛会長が退任していた。100以上の不採算店舗の閉鎖や、ローソンの三菱商事への売却、保有するリクルート株式の売却、オレンジページのJR東日本への売却など、子会社の整理を進めていたが、本業であるスーパーマーケットの売上高低落に歯止めがかからず、再建が危ぶまれていた。
また中内が力を入れていた「福岡三事業」（球団、福岡ドーム、シーホークホテル）の扱いを巡っては、2003年12月に、ドーム球場とホテルをアメリカの企業再生専門投資会社であるコロニーキャピタルへ売却することが決定していた。ダイエー球団については、日本プロフェッショナル野球協約（以下「協約」）第27条の「外国法人の参加禁止」、第28条の「非日本国籍者の球団持株比率を49%以内に制限」の規定から、ダイエー本社が引き続き保有することを宣言していたが、この過程でダイエー本社の高木邦夫社長と、球団の中内正オーナー（㓛の次男）、高塚猛球団社長との間で確執が生じ、2004年4月には高塚が事実上の失脚に追い込まれるなど、混乱が続いていた。ダイエーの「第2の合併」計画が頓挫したのは、「球団の運営についてはコロニー側に通知する必要があり、30年間はダイエーが福岡ドームを使用していかなければならない」という契約を結んでいたためであり、この契約を違反した場合には、900億円の損害賠償がコロニーに対して生じることになることが要因とされた。
ダイエー本社再建には産業再生機構の活用が不可欠と判断したダイエーのメインバンク3行は、8月27日、高木社長と会談を持ったが、高木は自主再建を主張し、物別れに終わった。
ダイエー本社が特殊会社である産業再生機構傘下に入れば、ダイエー球団の存続が問題とされた。産業再生担当国務大臣の金子一義は8月31日、「球界再編とダイエー本社再建とは主旨が違う」と前置きした上で「国営ホークスになることは無い」と、産業再生機構が間接的にダイエー球団を保有する事に否定的な見解を述べた。
ダイエー本社は9月3日、銀行3行に対し、ゴールドマン・サックス、ドイツ証券の証券2社と、サーベラス、リップルウッドの企業再生投資ファンド2社が、自主再建のスポンサーを申し出ていることを明らかにした。しかし、アメリカの企業であるゴールドマン・サックスやサーベラス、リップルウッド、ドイツ企業のドイツ証券がダイエー本社の大株主になれば、協約第27条に抵触する恐れがあり、ダイエー球団の将来に影を落とすことになった。
ダイエー本社は再建策について、産業再生機構入りせずに民間レベルでの経営再建を目指すことを主張した。メインバンク側は「機構を利用しない場合は、資金援助を取り付けない」と強硬姿勢を打ち出し、10月13日に銀行各社の説得に応じる形で、機構入りを正式決定した。
結果的にはダイエー本社が強硬姿勢を取り続けたことにより、進みかけていた「第2の合併」が時間切れとなり、1リーグ制移行が挫折した。
最終的に、11月12日、ダイエーとソフトバンクの間で球団売却に合意がなされ、売却金額は球団50億円・興行権150億円の合計200億円程度とされる。

## 選手会の対応

### 臨時大会からスト権確立まで
7月5日、プロ野球競技・交渉委員会が開催され、労働組合・選手会の古田敦也会長と高橋由伸副会長、そして近鉄の礒部公一選手会長とオリックスの三輪隆選手会長も出席した。交渉委員会では、選手会は以下を要望した。
1. 球団合併の1年間の実施先送り
2. 協約第19条の特別委員会の開催
3. 球団名売却の再検討

7月8日の巨人の渡邊恒雄オーナーの「たかが選手」発言後、翌9日、日本労働組合総連合会（連合）の笹森清会長が労働組合・選手会支援を表明し、合併・再編問題が労働界にも波及する（後述：#労働界）。
7月10日、選手会は名古屋市内で臨時大会を招集した。近鉄・オリックス両球団合併について、次の4項目を決議した。
1. 近鉄球団に対し、オリックス球団との合併交渉を1年間凍結し、その間、両球団の合併が野球界にとって最良の選択か否かを討議するよう求める。
2. その間に、日本プロフェッショナル野球組織に対し、近鉄球団が球団名へのネーミングライツを導入することを許可するよう求める。
3. 合併承認に至る手続として、協約第19条に定める「特別委員会」（実行委員会の審議事項中、選手契約に関する事柄について、実行委員会への上程の前段階として設けられる機関。両連盟会長、球団代表4名、選手代表4名で構成）の招集を求める。特別委員会の招集がないまま合併が決定されるようであれば、コミッショナーへの提訴などの法的手段を講じる。
4. 「あらゆる手段を尽くしても来シーズンからの合併が強行されようとした場合」（選手会決議より）、ストライキ権行使もあり得る。ただしストライキ実施に当たっては、ファンへの配慮を十分に行う。

さらに球団経営の改善策として、選手を含めた球界が検討するべき事柄として、次の事項を提案した。
1. アメリカのメジャーリーグが導入している「ラグジュアリー・タックス」（贅沢税）導入
2. 高額年俸選手を対象とする年俸減額制限の緩和
3. プロ野球ドラフト会議の完全ウェーバー化
4. フリーエージェント選手の移籍にかかる補償金の廃止
5. 新規参入球団に課せられる加盟金の金額（新規参加60億円、譲受参加30億円）の見直し
6. テレビ放映権のコミッショナー一括管理

この臨時総会の時点では、ストライキ（スト）の可能性に言及したものの、スト権確立には至らなかった。また、この日より始まったオールスターゲームより、選手たちは12球団のチームカラーで編んだミサンガを装着して「両球団の早急な合併と議論を尽くさないままの1リーグ化反対」「ファンも選手も球界の一員」の意思表示をする。このミサンガは、7月30日から全選手が着用し、さらに一般販売された。
なお、オールスターでは12球団のファンが事前に集まり、合同で応援することが慣例となっていたが、第1戦では「『球界を破壊しようとしている人物（渡邉）がオーナーを務める球団』だからという理由で、巨人の応援団は排除され、巨人の選手に対して他球団選手の応援歌が流れる等、応援ボイコットのような現象が発生した」という憶測が流れた。これは第1戦が行われたナゴヤドームでは、巨人の応援団が当時、そもそも応援活動を行っていなかったため（読売ジャイアンツの応援団#ナゴヤドームにおける応援活動についてを参照）、やむを得ずそのような応援方法を取ったと推測される。第2戦では巨人の選手に対し通常通り応援が行われていたことからも、意図的な締め出しやボイコットではなかったことがうかがえる。
同年のフレッシュオールスターゲームでは、優秀選手賞を獲得した巨人の岩舘学に対して、「地獄に堕ちろジャイアンツ」「地獄に堕ちろナベツネ」など、心ない野次が飛んだ。
7月16日、近鉄選手会は合併反対の署名募集運動を開始した。初日となったこの日の大阪ドーム前には、中村紀洋ら主力選手を筆頭に1軍選手全員が集まり、ファンの支援を訴えた。7月23日、中日選手会が参加したことで、運動は当事者2球団外にも拡がりを見せる。7月29日には、オーナーとの関係で動向が注目されていた巨人選手会も加わった。8月3日に日ハム選手会が参加し、これでパ・リーグ全球団選手会が参加した。さらに8月5日には広島選手会が参加し、最終的に12球団選手会すべてが足並みを揃えた。
8月12日午前中、古田敦也選手会長は連合の笹森清会長と会談し、連合に署名の協力を取り付けるとともに、「団体交渉拒否は不当労働行為にあたる」と助言を受けた。そして同日、選手会はスト権を確立した。同日までの開票で、組合員752人による無記名投票の結果、賛成648、反対7、無効扱い6（未開票91）という結果だった。
この時点での選手会の要望は、次の通りだったが、2を検討中とする以外、すべて拒否されていた。
1. 近鉄・オリックス球団合併の1年間凍結
2. 選手代表を含めて話し合う特別委員会の招集
3. ドラフト制度見直しなど球団経営改善につながる改革
4. 有識者を含めた諮問機関の設置

9月5日、近鉄選手会の礒部公一選手会長は、同選手会が無期限ストライキを行う意思を確認したこと、及び、翌6日の労働組合・選手会の臨時運営委員会で提案することを明らかにした。
翌6日に神戸市で労働組合・選手会の臨時運営委員会が開催され、8日に開かれるオーナー会議の内容によっては、11・12日の公式戦以降の週末（土日）に選手会主導のストライキを実施することが、古田選手会長及び各球団選手会長、計13人の全会一致で決定された。

### 法廷闘争
8月25日、NPBは選手会に、特別委員会を招集しないことを通告し、選手会側も法廷闘争の意思を固める。
8月27日、選手会は日本プロフェッショナル野球組織を相手取り、合併を行わないようにする仮処分請求を東京地裁に申し立てた。
9月3日、東京地裁は「すでに近鉄とオリックスの合併は12球団の代表者会議で承認されている。特別委員会で議決に諮る事項ではない」として選手会側の訴訟を却下する判断を示した。選手会側はこれを不服として、東京高裁に即時抗告を行った。
9月8日、東京高裁は、選手会による合併差し止めの仮処分申請の即時抗告を、棄却する決定を下した。この決定では「日本プロ野球選手会には団体交渉権がある」ことや「日本プロ野球組織の対応は誠意を欠いて」いたことを認め、一方、仮処分に関して「団体交渉で誠実交渉義務を尽くさねば不当労働行為にもなる」「野球協約は双方にプロ野球発展のため努力を尽くすことを課している」こと等を指摘し、その緊急の必要性は認めなかった。

### 9月8日オーナー会議の結果
先述の通り、9月8日、プロ野球オーナー会議で、近鉄とオリックスの合併が正式に決定・承認された。
またもう1つの争点だった「もう1組の合併」については、堤から対象球団がロッテとダイエーだった事が明らかにされたものの、自主再建・球団単独保有に固執するダイエー本社の拒否で「何の進展もなかった」と、計画が頓挫した事が報告された。2005年シーズンは11球団（セ・6チーム、パ・5チーム）で開催されることが確認された。また交流試合（日本版インターリーグ、のちに『セ・パ交流戦』の名称で開催）や加盟権料引き下げの問題などについては今後検討課題として話し合いが持たれることになった。選手会は8日の会議内容を受けて、ストライキの実行を示唆した。

### 9月9・10日の団体交渉
オーナー会議の結果を受けて 9月9・10日の両日、大阪市内にて日本野球機構・球団側と、選手会との労使交渉（団体交渉）が行われたが、以下の暫定合意点に申し合わせが行われ、これにより 9月11・12日に選手会が予定したストライキはひとまず回避された。
しかし、交渉終了後にロッテ球団代表で選手関係委員長の瀬戸山隆三が「近鉄とオリックスの合併は覆らない」と、交渉は形式だけだったとも受け取れる発言し、古田が記者会見を退席する際、瀬戸山から求められた握手を拒否した。
暫定合意点の内容
1. 近鉄・オリックス両球団の合併の1年間の凍結については、交流試合（日本版インターリーグ）など、2005年シーズンの日程のシミュレーションを立てた上で改めて検討する。
2. 日本野球機構は、加盟料（新規参入60億円、譲渡の場合は30億円）を撤廃し、保証金制度を設置する。
3. ファンの心配を払拭するため、2005年度についてはセ：パ＝6（以上）：5（以上）のチーム数を確保する。
4. ドラフト制度改革などの専門委員会を設置する。
5. これらの回答期限を9月17日17時とし、それによって合意がなされた場合には、9月18日以降のストライキを中止する。

### 9月16・17日の団体交渉
9月16・17日、改めて球団側と選手会の団体交渉が東京で行われた。
選手会は近鉄・オリックス両球団の合併の1年間凍結、あるいは下記後述のライブドアや楽天からの申請（計画）による、2005年度シーズンからの加盟などを求めて交渉を行った。特に重要な争点は、「来季からの新規参入」の容認可否であった。
しかし、各球団側の「合併凍結は行わない」「加盟申請の審査には時間がかかる」などの姿勢は変わらず、交渉は難航した。森忠仁の回想によれば、一度ストライキを見送ったことから、前回交渉と態度を変えた球団代表もいたという。
17日の17時までだった交渉期限を2時間延長しても合意には至らず、結果的に同日20時半頃交渉が決裂。選手会・球団側の双方は21時10分頃より会見を行い、選手会側は18・19日のストライキ決行を発表した。
ストライキ発表後、古田敦也会長は各キー局の深夜のニュース番組に生出演し、その経緯などを説明した。最後になったフジテレビの『すぽると!』では、視聴者から古田の決断に賛同するファクシミリが多く寄せられ、古田の体調を気遣う内容も多くあった。テレビ放送中、古田は感極まり思わず涙を流した。

### 9月18・19日のストライキ
発表通りにストライキが決行され、2日間で予定されていた1軍と2軍の公式戦がすべて中止となった。
労組選手会としては、東京の銀座で、古田会長ら50人の選手が参加した「みんな野球が好きなんだ」をテーマとした交流会を開催した。また、試合開催が予定されていた各球場では、各球団の選手会によりファンとの交流イベント（サイン会、子供を対象にした交流会等）が開催された。
ストライキ後の9月20日に行われた試合は、ペナントシーズン終盤の優勝争いの時期でもあったため、6試合で約20万人の観客を動員する盛況だった。

### 9月22・23日の団体交渉、そして妥結へ
1回目からの交渉の間、9月15日に楽天球団が新規参入を表明（後述：#新規参入表明）し、またダイエーの産業再生機構入りが現実的となって第2の合併が困難となるなど、状況は変わりつつあった。
9月22・23日、名古屋市内にて3度目の団体交渉が実施され、全12球団の選手会長が出席した。その結果、23日には以下に示す7項目（骨子）の合意に達し、一連の球界再編問題に対して「終結宣言」が出された形となった。
選手会と球団側の合意点
1. 日本プロフェッショナル野球組織は、2005年シーズンに、セ・パ12チームに戻すことを視野に入れて、新規参加チームの参加審査を行う。
2. 1について、審査小委員会を設け、1ヶ月程度をメドとして答申に諮る。
3. 加盟料（新規60億円、譲渡30億円）を廃止し、代って預かり保証金制度を取り入れる。
4. 小委員会の審査過程を明らかにする（透明化を図る）。
5. 2005年度に新規参加が認められた場合はNPBはそれが円滑に実施できるように協力をする。
6. 選手分配ドラフトへの新規参加チームの参加を認めて、戦力を均衡できるように協力する。
7. 組織と選手会との間で「プロ野球構造改革協議会」（仮称）を新設する。

古田は「非常にいい内容で妥結できたと思っている」とし、また選手関係委員長の瀬戸山も「選手会との信頼関係は改善した。ともに、今後の発展のため努力していきたい」と述べた。

## コミッショナーの対応

### 合併問題発覚後の対応
2004年（平成16年）8月23日、特別委員会開催を拒否された選手会から、24日に特別委開催の指令を要求された根來泰周コミッショナーは「（23日の）実行委員会の意見は選手契約に関することではないと解釈した」と話し、指令する意思のないことを示した。

### スト直前の対応
9月16日、事態打開のため、根來が新規参入などに関する提案書と見解を明らかにした。
また、提案について説明し、「コミッショナーにはストライキをやめろとか、合併をやめろと言える権限はない。しかし見るに見かねて意見を提案した」と述べた。審査委員会や有識者会議の新設については「球団の新規加入や球界の諸問題は、仲間内で話し合っているとみられがちなので、外部の意見を取り入れた方がいいと判断した」とした。

#### コミッショナーの見解要旨
根來コミッショナーは、『私の見解』と題した文章を発表し、双方に自重を求めた。以下はその要旨（引用部分は「」で示す）である。
- プロ野球は多くの問題を抱え、その一つが各球団の赤字収支であるが、長期間是正されてこなかった。
- 近鉄・オリックス球団の合併問題に触発され、抜本的な改善が求められる機運となった。
- コミッショナーの立場から、提案すべきか否かは、次のように整理される。
  - 「第1点については、なんらの権限のないことを認めざるを得ないが、現下のプロ野球の未曽有の混乱を見るとき何らかの提案をし、その収束を図るべきものと考えた。当然自己の進退を含んで考慮した結果である。」
  - 「第2に、（中略）このような改革は、三位一体すなわち球団側、選手側、野球機構が一体となって取り組むべきことであり、選手側の協力なくして成就するものでないから敢えてこの時期に、その協力を得る意味で提示したものである。」
- 「一億総懺悔の立場からよりよき制度運営を求めて改善を図るべきで今ストに突入することがあれば、球団がさらに疲弊し、ついには解散、倒産に至ることもあり得るであろう。一層の自重を求めるものである。 」

#### コミッショナーの提案要旨
1. 新規加入球団審査委員会（仮称）の設置 - 法律、経済、経営などの専門家、プロ野球OBなど7人程度で構成し、新規加入を申請している球団について、その可否を審査する。
2. プロ野球有識者会議（仮称）の設置 - プロ野球のみならず、法律、経済、経営全般に通じた有識者によって構成し、リーグ、国際交流試合、加盟料、プロ・アマのあり方、選手OBの再就職先確保、協約の抜本的改正、ドラフト制度・FA制度――などを検討する。
3. 加盟料 - 当面、加盟料は預かり金として日本野球機構が保管。その金額は、当該球団が10年以内にプロ野球から撤退することがあった場合、所属選手の1年分相当の参稼報酬額の合算額とする。

### スト後の対応
9月17日、根來は選手会によるスト決行の結論を受け、辞意を表明した。9月18日には、読売新聞の単独インタビューに応じ、選手・球団・ファンの三者による「三位一体」となった改革を訴え、また自身の責任についても言及し、辞任後も協力する姿勢を示した。
9月29日に行われた臨時オーナー会議で、後任コミッショナー決定まで留任することになった。しかし、翌2005年（平成17年）になっても後任のコミッショナーは決まらず、結局根來は辞意を撤回し、後任が固まったのは2008年（平成20年）になってからだった。

## 新規参入表明

### ライブドア

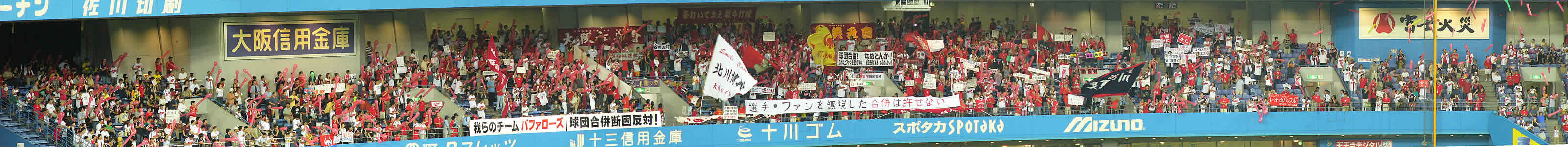
7月4日ライブドア堀江社長（当時）、大阪ドームで観戦

2004年（平成16年）6月29日、テレビ東京のニュース番組「ワールドビジネスサテライト」は、「インターネット関連企業のライブドアが、近鉄の買収を近鉄本社に申し入れる」と報じた。翌30日、ライブドアは記者会見で報道内容を認めた。
しかし、近鉄・オリックス双方がライブドアの申し入れを拒否した。特に、ライブドアに近鉄買収を持ちかけたとされる人物が、選手会の関係者であるとライブドアが明らかにしたことから、オリックスの宮内オーナーは古田及び日本プロ野球選手会を非難した。
予想以上の抵抗に遭ったライブドアは、近鉄を買収できない場合は新球団を設立して参加する方針を固め、8月19日に発表した。この時点では「新球団は大阪府を保護地域とし、専用球場は大阪ドーム、球団名は『バファローズ』の名を取得できるよう交渉する」などの構想が掲げられていた。
8月22日にライブドアは、広島の松田オーナーに対して挨拶状を送り、プロ野球参入時の協力などを要請した。これに対し、松田は好意的な姿勢を示した。また、阪神の久万俊二郎オーナーも「私でよければ応じたい。10年は持ちこたえる覚悟があるか聞きたい」と、ライブドアの堀江貴文社長との会談に前向きな姿勢を見せた。
9月8日のオーナー会議で、近鉄・オリックス両球団の合併が承認されたことで、ライブドアは近鉄の買収を断念した。9月16日、新しいプランのもとで正式に参加申請を行った。堀江は記者会見で、運営会社「ライブドアベースボール」を設立したこと、宮城県の決断が早かったことから保護地域を宮城県とし、さらに改修で対応可能であるとして専用球場を宮城球場としたことを発表した。なお、偶然、同16日に宮城県と仙台市間で、「宮城球場改修・整備促進協議会」が立ち上げられたばかりであり、地元では球場改修問題や、サッカーのベガルタ仙台（当時J2）とのスポーツ市場の競合について期待と不安、双方の意見があった。
9月21日の実行委員会では、「申請の受理から30日以内（10月15日まで）に、審査結果をライブドア側に通知する」方針を確認した。監督は、当時阪神駐米スカウトだったトーマス・オマリーとすると発表した。
10月26日、インターネットで行ったアンケート結果を受け、チーム名を仙台ライブドアフェニックスにすると発表した。

### 楽天

#### 楽天の参入表明
9月15日、日本国内最大手のインターネットのショッピングモール「楽天市場」を運営する楽天が、プロ野球への参入を検討していることを公式に表明した。
本拠地は、創業者の三木谷浩史社長の出身地である兵庫県に置き、神戸総合運動公園野球場（当時：Yahoo!BBスタジアム）をフランチャイズにすること、地方主催は岡山県倉敷市の倉敷マスカットスタジアムなどを用いること、球団経営は近鉄とオリックスの合併を白紙に戻し、楽天が近鉄を買収した上で「大阪楽天バファローズ」を設立するか、近鉄・オリックス両球団の合併後発足する新生オリックスの保有枠から、漏れた選手らを中心とする別の新球団を結成することなどを具体的に挙げた。

#### 本拠地の検討：宮城、長野
9月18日には、長野市の鷲澤正一市長に楽天から、長野オリンピックスタジアムを本拠地にすることについての打診があったことが判明した。これを受けて鷲澤や長野県の田中康夫知事は、「楽天側からの希望があれば支援したい」と表明している。打診内容は本拠地か、もしくは年間数カードを開催する準本拠地としてのものだったとされる。22日には鷲澤市長と田中知事が長野市役所内で協議し、県と市が協力して誘致活動を行っていく方針を確認した。
一方20日には、三木谷が当時の太田房江大阪府知事と会談し、大阪ドームが本拠地候補の想定内であること、太田知事も「条件面でできる限りのバックアップをしたい」と応じたことが明らかになった。だが、大阪・兵庫は阪神とオリックス・近鉄の合併により誕生する新球団が保護地域としていることがネックとなり、大阪ドーム及び神戸総合運動公園野球場を本拠地として申請することを断念した。三木谷はのちに、親交のある宮内から、直々に遠慮するよう指示されたことを明かしている。
三木谷は22日、先にプロ野球への加入申請を行ったライブドアが本拠地として申請している「宮城球場」を本拠地として、「楽天野球団」として、24日に加盟申請を行うことを表明した。同時に「長野も素晴らしいスタジアムを持っている。年間10～15試合できればいいかなと思っている」として、長野オリンピックスタジアムでも定期的な試合開催を検討していることを明らかにした。
これに対し、まず、宮城県知事の浅野史郎は22日、楽天の参入表明を報道で知ったとした上で、ライブドアと楽天双方と交渉していく姿勢を示した。
また三木谷は、仙台を本拠地とできなかった場合、長野を本拠地とする可能性については「それはない」としながらも、「地元の人達が、どう盛り上がるかにかかっている」と、準本拠地化については前向きな姿勢であることを示した。この楽天の計画について鷲澤市長は「素晴らしく名誉な話。ぜひ（誘致したい）と思う」と述べ、歓迎の意向を再度表明した。しかし、その後楽天は東北地方全域を中心とした球団創りに方針を転換したため、長野を準本拠地とする構想は事実上消滅した。
10月5日、楽天は新規参入が認められた場合のゼネラルマネージャーとして、スポーツ評論家のマーティ・キーナートを招聘したと発表し、記者会見を行った。また10月13日には、野球解説者の田尾安志が監督に就任することを発表した。
10月22日、チーム名を東北楽天ゴールデンイーグルス（通称楽天イーグルス）に決定した。三木谷は「（ゴールデンイーグルが意味する）イヌワシは東北6県すべてに生息しており、優雅に飛んで狙った獲物をはずさない。いい名前だと思う。長いので『楽天イーグルス』と呼んでもらいたい」と語った。
11月2日、オーナー会議で参入が正式に承認された。企業の経営体質や将来へ向けた経営の安定性が認められてのプロ野球参入決定となった。

### 第1回公開審査会
10月6日、東京で楽天、ライブドアに対する第1回公開審査会（ヒアリング）が開かれた。
ヒアリングは審査の公正さ、透明さを明確にするため、一般（報道関係者ら）の会場への立ち入りを規制し、別室のモニターテレビを準備する形が取られた。
公開審査会では両社に対し、本拠地となる宮城球場の老朽化や増改築などの問題に関しての改修対応、監督・フロント体制、経営面の資金調達などの質疑応答が行われた。楽天側は「段階的に増改築を施し、2005年開幕時には23,000人収容で暫定オープンし、将来的には3万人規模に拡大させる」、一方のライブドアは「2005年のシーズン途中を目途に改修工事を完了させ、3万人収容でオープンさせる」とそれぞれ提案した。
改修工事費用についてはそれぞれ親会社が負担し、楽天は32億円程度、ライブドアは20～30億円程度の予算を要するとした。

### 第2回公開審査会
10月14日に第2回の審査会が行われ、財政面での審議を行った。その中でアダルトサイトの扱いに関して討議され、ライブドアは「サイトは道路や広場を提供しているので、何をしているかは監視できない」とし、一方の楽天は「本人確認はクレジットカードなど年齢確認が明確なものを使って厳正にやっており、青少年には利用できないようにしている」と説明した。

### その他の新球団構想

#### 静岡県の新球団構想
8月23日、東京都内のスタジオで収録されたBS朝日の番組で、元阪神監督で当時シダックス野球部の監督を務めていた野村克也が「合併によってチームが減るのであれば、シダックスが参加したほうがいいのではないか」という発言をした。
番組では野村と竹中平蔵金融財政担当大臣との対談で行われ、静岡市の静岡県草薙球場を本拠地、浜松市の浜松球場を準本拠地とし、野村監督がアマチュアから引き続いて指揮を取ることなどを提案している。
シダックスも当初、新規参入を示唆したが、ライブドア・楽天2社が名乗りを上げたことで「参入の必要がなくなった」とし、最終的には参入そのものを否定した。
なお、シダックス野球部は2006年シーズンを最後に廃部となり、その後も新球団構想は具体化に至らなかった。野村は後に、楽天の監督に就任することになる。

#### 新潟県と金沢市の新球団構想
2004年（平成16年）10月5日、新潟県の企業家らが中心となって「新潟に県民球団を創る会」準備委員会が設立された。2008年春に完成予定であった新潟県立野球場の完成に合わせ、新球団「新潟アルビレックス」を結成し、2007年秋に加盟申請を行うことを目標に活動するというもので、委員会はサッカーJリーグのアルビレックス新潟社長（池田弘・新潟総合学園理事長）を中心として設立され、新潟商工会議所の関係者など県内の財界関係者らが発起人として名を連ねた。
2004年に石川県金沢市にプロ野球球団の誘致、ドーム球場の建設を目指す市民団体「金沢に来まっしプロ野球の会（金沢カモンズ）」が設立された。同団体は、金沢市に3万5,000人収容のドーム球場「百万石ドリームドーム（仮称）」の建設や、プロ球団の誘致・新球団設立を目標とし、二宮清純らが設立した「野球の未来を創る会」とも連携する方針を打ち出していた。
その後、新潟の「創る会」は球界再編の動きが収束したことを受け、方針を当初の「プロ野球球団の創設」から「独立リーグの創設」に転換し、金沢カモンズと合流して検討作業を進め、2006年春に独立リーグの創設構想を公表した。
2006年秋に「北信越ベースボール・チャレンジ・リーグ（現ベースボール・チャレンジ・リーグ）」が設立されたことで、同リーグ傘下の球団として、新潟県を本拠とする「新潟アルビレックス・ベースボール・クラブ」と、石川県を本拠とする「石川ミリオンスターズ」がそれぞれ設立され、さらに長野県と富山県を含めた計4球団によって、翌2007年から公式戦を行っている。
2020年にソフトバンク球団会長である王貞治が12球団から16球団への拡張を改めて提言し再び関心が深まった。また、元ヤクルト監督の古田敦也氏も新潟などを具体的にホームタウン候補に挙げるなど、新潟での誕生が現実味を増してきた。2021年に新潟市で渋谷修太(フラー株式会社代表取締役社長)を代表理事とした「日本海ドームシティプロジェクト新潟市民の会」が設立されプロ野球球団誘致の動きが進み2022年には新潟市内各地で署名活動を実施、2024年にドームシティの建設とNPB球団の設立についての要望書を中原八一新潟市長に提出し、日本野球機構と国にプロ野球球団誘致を求めるよう要望した。しかし「任期中の実現は無理でございます」という回答が出たため現在は議論が止まっている。

#### 松山市の新球団構想
2004年12月に、プロ野球球団の誘致を目指すため松山市内の企業経営者ら31人で市民団体「坊っちゃんスタジアムをプロ野球の本拠地にする会」が愛媛県松山市に発足した。
その後、松山の新球団構想も「独立リーグの発足」に方針転換され、2005年に発足した独立リーグ「四国アイランドリーグ」（現・四国アイランドリーグplus）の愛媛マンダリンパイレーツとして実現した。

#### 大阪市の新球団構想
大阪日日新聞の2005年（平成17年）2月1日付記事において、大阪市に本店を置き、MKグループの青木定雄会長が代表理事会長を務める近畿産業信用組合が中心となり、「市民球団」を結成してプロ野球新規参入を目指す計画が明らかにされた。
信組では球団の設立・運営に関して必要となる金額の具体的調査を独自に実施し、球団設立に際し新規参入のための預かり保証金や選手の年俸などで100億円程度の資金が必要と試算した。これに基づいて市民や企業などからスポンサー資金を募り（個人は1口1万円程度で募集）、入場料収入などと合わせて年間収入は54億円程度を見込む、というものであった。また大阪ドームを専用球場とし、近鉄最後の監督となった梨田昌孝を監督として起用する案など、球団運営に関する具体的な構想も盛り込んでいた。
翌2月2日、近畿産業信組は先述の市民スポンサー制度に加え、法人企業サポーター制度として各選手を主として関西圏のスポンサー企業と契約を結んで、企業は契約している選手をコマーシャルに起用できるようにするという試みを取り入れることを明らかにした。会見の席上、青木会長は「現在30社程度から協賛を得ている」と説明したが、同信組は法律上兼業を禁じられていることから筆頭株主としての運営はせず、業務純益から5%程度を協賛金として出資する程度に留めるとした。
2006年（平成18年）2月16日、当時大阪ドームの運営管理を行っていた第三セクター「大阪シティドーム」の経営再建問題の渦中、同ドームの施設と営業権を対象として行われた入札に、MKグループの大阪エムケイが、最低入札価格の100億円で応札した。計画書にはMKグループが共同出資者を募って大阪ドームを買収し、前述の市民球団構想を数年後に実現させることなどが記されていたが、2月22日に管財人はMKの応札内容は不確実性が高いと判断して落札を見送った。その後、管財人は大阪市、オリックス球団と協議した結果、オリックスグループがドームの施設を不動産として取得し、シティドーム社の経営もオリックスを中心に近畿の財界各社の出資によって引き継ぐこととなり、会社更生手続は2007年1月に終結した。
当時、このMKグループの市民球団計画に関しては、企業の関心がどれだけ高まるか、また、オリックス・バファローズが当時、神戸市との二重本拠地を解消する予定の2008年度以後も大阪ドームを本拠球場としたい意向を持っていたことから、それらの課題をいかに解決していくか疑問視する声も上がっていた。結局MKグループ側が前述の大阪ドームの落札見送りを受け、再度入札が行われたとしても応札しない方針を表明したことから、この一連の市民球団構想は事実上立ち消えとなったが、その後2009年（平成21年）2月、同年設立された関西独立リーグ （初代、2013年消滅）に関し「市民球団設立を願う視点からこの趣旨、目的に賛同する」として同リーグに協賛する方針を明らかにした。
この項の外部リンク
- 大阪にプロ野球球団を!設立準備室公式ページ
- 夢球団設立連絡会 公式サイト
- 夢球団設立連絡会～ホウレンソウの間～

## 労使交渉妥結後

### 9月27日の実行委員会
この日の実行委員会で以下の決定がなされた。
- 9月18、19日のストライキに伴う再試合を実施しない。これにより、今シーズンは当初予定されていたセ・140、パ・135からそれぞれ2試合未消化のセ・138、パ・133で打ち切ることになった。公式戦の記録もこれらの試合数を消化した時点のもので決定される。
- 2005年からセ・パ交流試合（日本版インターリーグ）を開催することを正式に決定し、ホーム&ビジターで各3試合ずつの6回総当り（1チームあたり36試合）を実施する。

### 9月29日のオーナー会議
- 9月27日に開かれた実行委員会（前項）の決定どおり、2005年度からの公式戦交流試合（日本版インターリーグ）の開催（ホーム&ビジター各3試合ずつの6回総当り）を正式に承認した。
- 新規参加を希望する企業への審査小委員会の第1回会合を9月30日に実施し、楽天とライブドアから出されている新規参加計画についての審査を本格開始する。
- 加盟料（新規60億円、譲渡30億円）撤廃後に新たにスタートする「預かり保証金制度」の内訳が決定した。総額30億円で、そのうちの25億円が預かり保証金そのもの（10年間同じ企業が保有した場合それは返還される）。残りの5億円のうち1億円は加盟に際しての手数料、4億円は野球振興基金への寄付となっている。

### 10月4日の実行委員会
- 2005年度のペナントレースの日程について討議され、交流試合（日本版インターリーグ）は5・6月のオールスター開催前に集中して実施する方針で準備を進めると発表した。

### 10月16日の実行委員会
- 2005年度のペナントレースのパ・リーグ開幕戦の主催権（2003年の成績に基づく）のうち近鉄（3位）保有分を、オリックス・近鉄の合併に伴って、ロッテ（4位）が譲り受けることを決定した。
- また交流試合の予備日程調整の関係で当初7月9・10日に開かれる予定だったオールスターの開催日を7月22・23日（22日=西武ドーム、23日=阪神甲子園球場）とすると発表。

### 10月26日の実行委員会
- 2005年度の交流試合の日程、並びにセ・パの来期の試合数がまとまった。
  - 交流試合は5月6日から6月16日の6週間に集中開催する。
  - これにより試合数はセ・146試合（同一リーグ内:22回総当り・110試合、交流戦:6回総当り・36試合）、パ・136試合（同一リーグ内:100試合 5チームの場合は25回総当り、6チームの場合は20回総当り、交流試合はセと同じ）+プレーオフ・トーナメント（上位3チーム）とする。
- また楽天、ライブドアの加盟問題についての審査小委員会の報告、2005年度シーズンオフのアジア・チャンピオンズカップ（→アジアシリーズ）の開催検討などが討議されている。

### 11月2日の実行委員会・オーナー会議

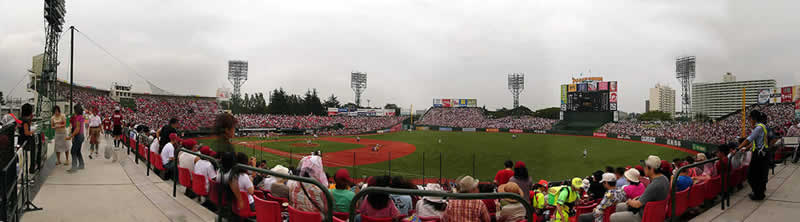
東北楽天ゴールデンイーグルスの本拠地・宮城球場（2005年 当時・フルキャストスタジアム宮城）

11月2日、東京都内でオーナー会議が開催され、東北楽天ゴールデンイーグルス（楽天野球団）と仙台ライブドアフェニックス（ライブドアベースボール）から出されたプロ野球新規加盟申請の最終審査を行い、資金・財政面や将来性などで勝っている楽天が新規参入を認められた。
宮城球場は1973年から1977年までの間、ロッテオリオンズが実質的なフランチャイズを置いていたため、楽天は東北地方に於いて、ロッテ以来のプロ球団となるが、元から仙台市及び東北地方を本拠地とするチームとしては史上初となる。

### 選手分配ドラフト
11月8日、大阪市内でオリックスと楽天の選手分配ドラフトが行われた。
このドラフトではまずオリックスが提示した、オリックス・旧近鉄から選抜されたプロテクト（優先保有）選手25人、並びにフリーエージェントを行使した選手、外国人選手、入団2年目までの選手を除く全選手の中から、まず20人を楽天が選抜した。
以降は入団2年目までの選手を加えて、オリックス→楽天の順でそれぞれ20人ずつの選手を選抜し、指名されずに最後に残った選手はオリックスに配分される。移籍となる選手はオリックスおよび楽天へのトレード、元からオリックス所属でオリックスに分配される選手は契約を更改するという手続きをとった。

#### 結果

##### オリックス・バファローズ
| 投手       | 捕手     | 内野手   | 外野手     |
| ---------- | -------- | -------- | ---------- |
| 歌藤達夫   | 日高剛   | 後藤光尊 | 村松有人   |
| 柴田誠也   | 吉原孝介 | 福留宏紀 | 谷佳知     |
| 加藤大輔   | 前田大輔 | 塩谷和彦 | 肥田高志   |
| 山口和男   | 上村和裕 | 平野恵一 | 相川良太   |
| 小川裕介   | 長田勝   | 塩崎真   | 早川大輔   |
| 川越英隆   |          | 五島裕二 | 迎祐一郎   |
| ユウキ     |          | 牧田勝吾 | 由田慎太郎 |
| 岩下修一   |          | 嶋村一輝 |            |
| マック鈴木 |          | 菊池俊夫 |            |
| 本柳和也   |          | 玉木朋孝 |            |
| 大久保勝信 |          |          |            |
| 相木崇     |          |          |            |
| 野村宏之   |          |          |            |
| 松村豊司   |          |          |            |
| 萩原淳     |          |          |            |
| 山本拓司   |          |          |            |
| 塩屋大輔   |          |          |            |

| 投手     | 捕手     | 内野手   | 外野手   |
| -------- | -------- | -------- | -------- |
| 岩隈久志 | 的山哲也 | 北川博敏 | 下山真二 |
| 山本省吾 | 鈴木郁洋 | 中村紀洋 | 坂口智隆 |
| 香月良太 | 横山徹也 | 水口栄二 | 吉良俊則 |
| 近藤一樹 |          | 阿部真宏 | 大西宏明 |
| 高木康成 |          | 山﨑浩司 | 井戸伸年 |
| 宮本大輔 |          | 三木仁   |          |
| 阿部健太 |          | 筧裕次郎 |          |
| 谷口悦司 |          | 中本和希 |          |
| 宇都格   |          |          |          |
| 岡本晃   |          |          |          |
| 栗田雄介 |          |          |          |
| 吉川勝成 |          |          |          |

##### 東北楽天ゴールデンイーグルス
| 投手     | 捕手     | 内野手   | 外野手   |
| -------- | -------- | -------- | -------- |
| 金田政彦 | 高橋浩司 | 斉藤秀光 | 佐竹学   |
| 谷中真二 |          | 大島公一 | 竜太郎   |
| 戸叶尚   |          |          | 小島昌也 |
| 小林宏   |          |          | 中島俊哉 |
| 小倉恒   |          |          |          |
| 徳元敏   |          |          |          |

| 投手     | 捕手     | 内野手     | 外野手   |
| -------- | -------- | ---------- | -------- |
| 福盛和男 | 藤井彰人 | 吉岡雄二   | 礒部公一 |
| 山村宏樹 | 新里賢   | 高須洋介   | 川口憲史 |
| 有銘兼久 | 近澤昌志 | 前田忠節   | 森谷昭人 |
| 川尻哲郎 | 長坂健冶 | 山下勝己   | 鷹野史寿 |
| 愛敬尚史 |          | 坂克彦     | 益田大介 |
| 髙村祐   |          | 星野おさむ | 牧田明久 |
| 矢野英司 |          |            |          |
| 小池秀郎 |          |            |          |
| 朝井秀樹 |          |            |          |
| 吉田豊彦 |          |            |          |
| 佐藤和宏 |          |            |          |

#### 補足
- 近鉄選手会長の礒部ら近鉄の一部の選手は、労使妥結の前提となった近鉄選手の移籍先には本人の意思を尊重するという趣旨の「申し合わせ」を引き合いにオリックスのプロテクトを拒否した。オリックスも近鉄のエースだった岩隈を除いて（後述）これを認め、楽天が彼らを獲得した。吸収合併する側で、移籍希望すらできないオリックスの選手の中からも彼らや球団の対応を批判する意見もあらわれ、妥結時に、近鉄選手に対し「流れに乗じた動きになるような徒党を組まないでほしい」と要望していたオリックスの小泉隆司球団社長らは今度は自軍選手への対応にも追われた。

- 例外として扱われた岩隈は、分配ドラフト前には軟化の気配もあり、オリックス側は説得可能と判断してプロテクトを行い、一旦は近鉄→オリックスのトレードが行われた。しかし、その後一転して岩隈は態度を硬化させ、オリックス行きを拒否。オリックスはあくまで自球団が近鉄から球団「譲渡」を受けた立場であることから、球団幹部・主力選手らが翻意を促したが、選手会は岩隈を支持し「岩隈はオリックスか楽天のどちらか選択できるはず」と譲らなかった。この選手分配ドラフトは他球団による過剰選手の「救済」という一面を持っており、楽天はこの救済獲得枠を既存10球団から譲渡された形だったことや、「消滅する近鉄の選手」への同情から他球団の援護も得られなかったことで、オリックスの対応は行き詰まった。オリックスに同情したパ・リーグの小池唯夫会長が「2005年はオリックスでプレーした後、改めて移籍先について検討するのが妥当」と提案したが、解決には至らず、12月22日「申し合わせ」の当事者だった小泉球団社長は説得を断念した。宮内オーナーの判断を仰ぎ、新球団・岩隈双方の今後に配慮して「超法規的措置」を選択すると声明、楽天への金銭譲渡を決めた。

- メジャーリーグのエクスパンション・ドラフトのような、新球団への最低戦力保証は行われなかった。このため前述の通り過剰選手の救済獲得枠を譲渡された形の楽天は、オリックスが合併球団の主力25名として選ばなかった選手からしか獲得することできなかった。

- 上村和裕（オリックス）と山﨑浩司（近鉄）はオリックスに指名された後、翌2005年のキャンプ前に菊地原毅とのトレードで広島東洋カープに移籍。山﨑（および前述の岩隈）は、旧近鉄から形式上はオリックスに移籍した経歴が残ったが、迎えた2005年に合併球団でプレーすることはなかった。
  - その後、山﨑は田中彰とのトレードでオリックスに「復帰」し、2008年から2012年までプレーしている。

- 中村紀洋と大村直之（共に近鉄）はそれぞれポスティングシステム、フリーエージェント (FA) 権を行使してロサンゼルス・ドジャース、福岡ソフトバンクホークスに移籍したが、中村のポスティング申請は翌2005年1月の近鉄球団解散後にずれ込み、山﨑同様旧近鉄から形式上オリックスに移籍した経歴が残った（選手分配ドラフトの席上で楽天が中村を指名することは可能であったが、近鉄時代に大型契約を結んでいたこと等が影響して見送られている）。なお、この2名ものちにオリックスに所属してプレーした。

### 楽天球団発足
11月11日、選手・コーチらが、チームとして初めて仙台入りし、同地で結団式が行われた。
11月13日、旧近鉄球団の本拠地である藤井寺球場で、楽天球団として秋季キャンプが行われ、練習用だが初めて新球団のユニフォーム（白地に楽天本社のロゴ）が披露された。

## 社会の反響

### ファン・世論
6月17日、大阪ドーム近傍のナインモール九条商店街が、合併反対の署名活動を開始した。
大阪府が、府政モニター500人を対象に行ったアンケートでは、大阪を本拠地とする球団の存続を59%が希望した。ただし、同アンケートでは球団合併の肯定・容認派の合計が68％であり、さらに好きな球団で近鉄を選択したのは24%に過ぎなかった。
6月27日、オリックス後援会が合併反対の署名活動を開始し、矢田立郎神戸市長（当時）も参加した。これらの署名運動は、選手会が実施した署名と合わせ120万筆に及び、9月8日にプロ野球実行委員会の伊藤修選手会担当顧問に提出された。
7月8日の「たかが選手」発言の直後には、ロッテファンが「合併反対」「選手と共に戦う」等と書かれた横断幕やボードを掲げて観戦する姿が報じられ、近鉄・オリックス球団ファン以外にも騒動は波及していった。7月10日・11日のオールスター戦では、観客席に合併反対・選手会支持の旨を記した大小20枚のプラカードが掲げられ、「合併反対、パシフィック」の合唱が巻き起こった。
1リーグ化に危機感を募らせたパ・リーグ観客の間で「合併反対歌」「プロテスト・ソング」としてパ・リーグの連盟歌である『白いボールのファンタジー』が愛唱されるようになった。こうした動きを受け、近鉄選手会が企画して同曲のカバーCDが制作され、趣旨に賛同するセ・パ各球団選手会長がカバー録音に「友情出演」し、9月の試合で観客に無料配布された。
8月29日には、野球ファンの有志による「プロ野球12球団存続を願う会」が大阪ドーム周辺で300人規模のデモ行進を行った。また、朝日新聞社が8月28・29日に実施した世論調査では、球団参入を「緩和すべき」が59%、「ライブドア加入容認」が63%、「1リーグが良い」は6月34%、7月13%からさらに低下して9%だった。

### 政界
小泉純一郎内閣総理大臣は6月15日、「期待と心配の両方がある。セ・パ両リーグ一緒に試合してもらいたいし、球団削減でファンが心配しているのではないかとも思う」と述べた。
8月4日、民主党を中心とする国会議員35人は性急な1リーグ制移行の阻止と第三者協議機関の設置を目指す「日本プロ野球の更なる飛躍・発展とスポーツ文化振興による地域活性化を推進する会」（発起人代表・仙谷由人）を設立。 自由民主党の国会議員16人も同日、「2リーグ制を守り、プロ野球の発展を図る議員連盟」（代表世話人・小林興起）を、それぞれ設立した。
自民党では、大阪府議会議員団が府議全員で構成する「大阪を本拠地とするプロ野球球団の存続を求める議員連盟」を発足させ、8月5日に第1回総会を開いた。
8月31日、自民党系議員連盟の小林興起ら4人の国会議員は、NPBの根来泰周コミッショナーと会談し、2リーグ制維持や球界改革を要望した。
ストの可能性が高まりつつある9月6日には、小泉首相が記者団に「ストライキなんてしたことないでしょう、日本の選手。もっとファンのことも考えてもらいたいですね」と述べ、また、（日本人選手が複数名活躍する）大リーグに期待を寄せる等、スト実施に対しやや否定的な見解を示した。また河村建夫文科相は「一ファンとして心配している」とした上で「野球全体の問題として粘り強く協議して欲しい」と要望した。

### 経済界

#### 球団再編関連
日本経済団体連合会（経団連）の奥田碩会長（トヨタ自動車会長）は6月14日の会見で、「1リーグ8球団体制の方が合理的で、内容もしっかりする」と、1リーグ制に理解を示した。また、9月13日には「新しいセンスがありベンチャーで成功した人が、アメリカのようにオーナーになってもいい」「（外資参入は）協約を直せばいいだけの話」と話し、プロ野球には改革が必要という認識を示した。
全国銀行協会の西川善文会長（三井住友銀行頭取）は6月22日の会見で、球団数やリーグ数についてのコメントこそ控えたものの、「合併だけでプロ野球界全体の問題あるいは球団経営の問題が解決するわけではない」と、プロ野球界の根本的な構造改革の必要性を示唆した。
またオールスターゲームのスポンサーだった三洋電機の井植敏会長は7月16日、「オールスターはセとパでやるから面白い」と述べ、1リーグに移行した場合、オールスターゲームの代替案として取り沙汰されている「東西対抗戦」案を「スポンサーをする気にはなれない」と批判した。
JR東海の葛西敬之会長は「1リーグにして少ないパイを分け合おうというのは一つの自然な流れだと思う」としながらも、「今の球団サイドと選手会の対立は、ちょうど我々が国労とやったときの状況と似ている気がしますね。ただし、単に1リーグにしただけでは、縮小再生産の無限軌道に入って、チーム数をさらに減らす事態になりかねない」との見解を示した。日本国外ではヨーロッパのイタリアの野球セリエAや、ドイツの野球ブンデスリーガ等に、1部2部制度が導入されている。
JR東日本の松田昌士会長によると、JR東日本にもこの時「数十億円」で球団買収の話があったという。松田は真剣に検討したが、「スワローズの愛称だけでも取り戻したかったのですが、結局ダメでした」と述べている。

#### ストライキ関連
選手会がストライキを辞さない構えを見せた9月上旬、次のような発言があった。
9月7日、日本経団連の奥田碩会長は、「ファンは若干無視されている感じだ」とし、選手及び経営陣双方にファンを大切にするよう呼びかけた。
日本銀行の福井俊彦総裁は9月9日の会見で、選手会のストライキ決議への一定の理解を示し、「参入を制限しないでほしい」との見解を示した。

### 労働界
7月8日、古田は球団経営陣に話し合いを呼びかけた。ただし、「会いたい」と言ったわけではなく、報道陣に「直接オーナー側と会ったほうがいいのではないか?」と聞かれて「出来ればそうしたいんですけど、機会を設けてくれないでしょう」と述べたに留まっていた。
古田の発言は正しく伝えられず、日刊スポーツ記者の沢畠功二が渡邉への囲み取材で「明日、選手会と代表レベルの意見交換会があるんですけれども、古田選手会長が（球団）代表レベルだと話にならないんで、できれば、オーナー陣といずれ会いたいと（言っているが）」と質問を投げかけたことで、渡邉は「無礼なこと言うな。分をわきまえなきゃいかんよ。たかが選手が」と返答した。古田は沢畠が渡邉に代弁した「球団代表レベルだと話にならない」との言葉について、全面的に発言を否定している。
渡邉の発言を受けて、翌7月9日に日本労働組合総連合会（連合）の笹森清会長が、労働組合・選手会への全面的支援と、古田選手会長と会談したい旨を表明した。古田と笹森会長の会談は8月12日に行われ、その後のスト権確立、スト条件、スト実施法、損害賠償請求といった法的問題を解決していく上で重要な役割を果たしたとされる。
全国労働組合総連合（全労連）は7月27日、日本プロ野球選手会の松原徹事務局長との懇談および意見交換を行ったうえで、翌28日の定期大会において、選手会の署名運動への協力、渡邉による選手の人格無視・選手への人権侵害発言の撤回要求、『読売新聞』に対する抗議運動（不買運動を含む）の具体化を提案した。

### マスコミ
再編問題を報道したマスコミは、世論調査などでの選手会への高い支持などから、おおむね選手会に好意的な報道が目立った。明確に経営者側に立ったのは、自前の球団を持ち渡邉が代表取締役主筆を務める、読売新聞グループの読売新聞と、系列の報知新聞、日本テレビなどと、かつてアトムズとして球団を保有し、以降もヤクルト球団への出資を続けているフジサンケイグループの夕刊フジだけだった。かつて自らオリオンズ（現：ロッテ）を保有し、友好会社のTBSが横浜ベイスターズを保有していた毎日新聞は、「ストライキは日本野球機構の怠慢である」と厳しく断じている。日本共産党機関紙であるしんぶん赤旗は、三日連続（9月18日～20日付）の社説で選手（≒労働者）側に責任転嫁する読売新聞の姿勢を「選手会攻撃の意図が露骨にあらわれている」と厳しく批判している。
読売新聞は選手会によるストライキ前後に社説 や、合併した両球団の元監督だった一方で、ストライキに対しては批判的だった西本幸雄のコメントを掲載した。
夕刊フジに至っては、特に編集委員の江尻良文がストライキに踏み込んだ選手会や、古田会長（当時）らを痛烈に批判した。その後も選手会の動きがあるたびに江尻は「選手会は無能の集まり」という旨の批判を繰り返していたが、江尻の批判は自身の古田に対する個人的な嫌悪感情も含まれていたため、古田が選手会長を退任して以降は選手会への批判が減少している。
その一方で夕刊フジの母体である産経新聞は、夕刊フジとは逆に選手会支持・経営者批判をし、9月22日の社説「主張」の「プロ野球再編　オーナーが決断する時だ」の中では「スト決行について、読売新聞の社説は、『ファン裏切る“億万長者”のスト』との見出しで、選手会を激しく非難した。非難されるべきは、選手会の主張に耳をかさず、当初は話し合いのテーブルにも着かなかった経営者側にあるのではないか。」との文章で読売社説の批判もした。
また、自前の球団を持つTBSは、ストライキを積極的に支持はしなかったが、選手会の批判も避けた。同じく球団を持つ中日新聞も、ストライキの支持の表明はなかったものの、選手会に対する経営側の姿勢については「ファンの目にも奇異に映る」と批判的な社説を展開した。代わりに、『中日スポーツ』の読者欄では、ストライキに反対する投稿を多く採用した。
この他、日本経済新聞はリアルタイムでの選手会批判はさほど行わなかったが、翌2005年発行の日本経済新聞社編『球界再編は終わらない』（2005/3 ISBN 4-532-31207-8）で球団合併を高く評価し、1リーグ8球団制にも好意的な内容だった。著者が会社名義であることから、事実上社による経営者支持表明だった。
その再編問題の発端である関西地区では合併騒動に関しては大々的に取り上げるものの、同じく地元球団の阪神・久万オーナーはもともと1リーグ制を支持していたため、「こういうときに限って巨人の肩を持つ」という批判もうけた。後に星野らの説得を受けて、2リーグ制維持を球団の方針とした。
毎日放送や読売テレビなど一部の在阪マスコミではほとんどこの問題には触れなかった。また、関西の著名人の合併問題への関心・反応も薄く、近鉄パールズ時代からのバファローズファンを公言していた俳優の藤田まことが「プロ野球ファン引退宣言」を行い、ハイヒールモモコ、高山トモヒロらが、有志が行っていた存続を求める署名活動に参加した程度だった。大阪府の太田知事は、関西財界を支持基盤のひとつにしていたことなどから、ほとんど経営者側に配慮した日和見的姿勢に終始した。

## テレビ番組
- 日経スペシャル ガイアの夜明け ドキュメント・球界再編 〜プロ野球100日攻防の全記録〜（2004年9月14日、テレビ東京）[93]。- 近鉄・オリックス合併を取材。

## 関連書籍
- 『誰が「プロ野球」を殺したのか！』（著者:永谷脩）（2004年10月20日、祥伝社）ISBN 9784396440022
- 『スト決行 プロ野球が消えた2日間』（著者:朝日新聞スポーツ部）（2004年12月30日、朝日新聞社）ISBN 9784022579782
- 『合併、売却、新規参入。たかが…されどプロ野球！』（著者:小林至）（2004年12月31日、宝島社）ISBN 9784796644310
- 『日本プロ野球改造計画』（著者:二宮清純 樋口美雄）（2005年3月25日、日本評論社）ISBN 9784535554399
- 『合併反対 2004年夏、プロ野球ファンの抵抗』（著者:プロ野球チーム存続を訴える会記録本編集委員会）（2005年4月20日、長崎出版）ISBN 9784860950750